# Plan-d’Aups-Sainte-Baume
Plan-d’Aups-Sainte-Baume (okzitanisch Lo Plan d'Aups de la Santa Bauma) ist eine französische Gemeinde mit 2.430 Einwohnern (Stand 1. Januar 2022) im Département Var in der Region Provence-Alpes-Côte d’Azur. Sie gehört zum Arrondissement Brignoles und zum Kanton Saint-Cyr-sur-Mer. 

## Lage
Das Gemeindegebiet gehört zum Regionalen Naturpark Sainte-Baume.
Die angrenzenden Gemeinden sind Saint-Zacharie und Nans-les-Pins im Norden, Mazaugues im Osten, Signes, Riboux und Cuges-les-Pins im Süden, Gémenos im Südwesten sowie Auriol im Westen.
Auf Gemeindegebiet befindet sich der Wallfahrtsort la Sainte-Baume, eine Grotte, in der nach der Legende Maria Magdalena als Einsiedlerin gelebt haben soll.

## Bevölkerungsentwicklung
| 1962 | 1968 | 1975 | 1982 | 1990 | 1999 | 2008 | 2018 |
| ---- | ---- | ---- | ---- | ---- | ---- | ---- | ---- |
| 195  | 185  | 207  | 249  | 361  | 764  | 1296 | 2174 |